# Dronninglund
Dronninglund anhörenⓘ  ist eine Stadt mit 3546 Einwohnern (1. Januar 2023) in Vendsyssel im Südosten der norddänischen Brønderslev Kommune. Dronninglund liegt (Luftlinie) etwa 8,5 km östlich von Hjallerup, 23 km südöstlich von Brønderslev, 23 km südwestlich von Sæby und 25,5 km nordöstlich des Zentrums der Großstadt Aalborg in der Kirchspielgemeinde Dronninglund Sogn.

## Geschichte
Im 12. Jahrhundert wurde das Hundslund Kloster erbaut, welches 1690 von der damaligen dänischen Königin Charlotte Amalie gekauft wurde. Aufgrund dessen erhielt das ehemalige Kloster den Namen Dronninglund Slot. In Folge erhielt der Ort, der sich langsam um dieses Kloster und spätere Herrenhaus der Königin entwickelte, den Namen Dronninglund.
In den 1870er Jahren wurden im Ort eine Sparkasse und ein Krankenhaus errichtet. Um 1900 wurde beschrieben, dass es eine Apotheke, eine Arztpraxis, eine Schule, eine Privatschule, eine Mühle, ein Lebensmittelgeschäft, eine Druckerei, ein Postamt und weitere Einrichtungen in Dronninglund gab.
1899 wurde die Siedlung zur stationsby, einem Bahnhofsort. Der Bahnhof Dronninglund (Dronninglund Station) lag an der  Bahnstrecke Fjerritslev–Frederikshavn, die am 31. März 1968 eingestellt wurde.
1970 wurde im Zuge einer Kommunalreform die Dronninglund Kommune gebildet, deren Verwaltungssitz der Ort war. Mit einer weiteren Reform wurde jene Kommune am 1. Januar 2007 in die Brønderslev Kommune eingegliedert und Dronninglund verlor den Status als Kommunalsitz.

## Sehenswürdigkeiten
Das ungefähr 800 Jahre alte Dronninglund Slot mit der Dronninglund Kirke befindet sich ungefähr einen Kilometer westlich von Dronninglund.
Das Freilichtmuseum Try Museum südöstlich der Stadt veranschaulicht das Landleben im 19. und 20. Jahrhundert.
Ein paar Kilometer nördlich von Dronninglund gibt es das Museum Dorf Mølle og Møllegaard.

## Tochter der Stadt
- Stine Jørgensen (* 1990), dänische Handballspielerin

## Bildergalerie

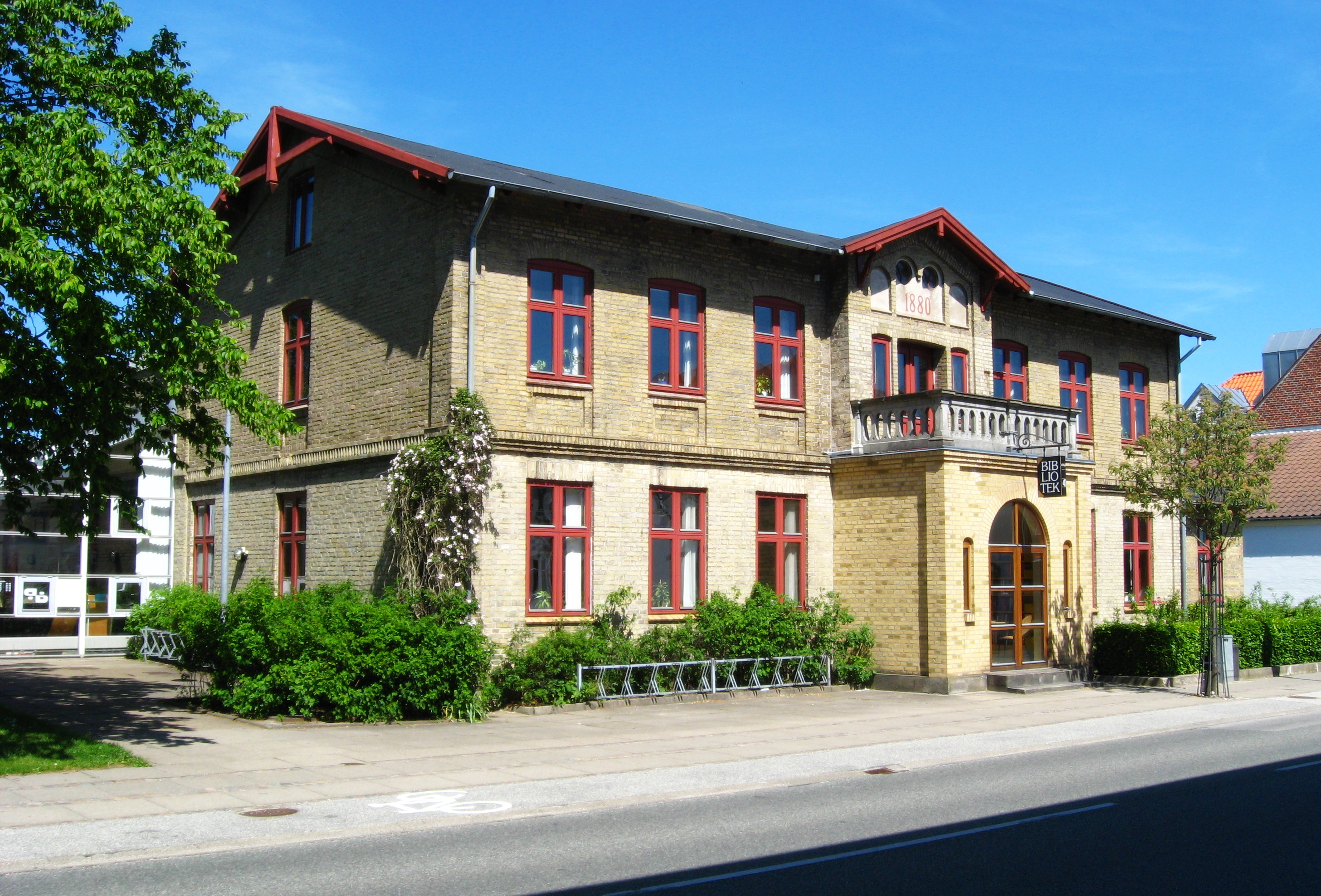
Bibliothek
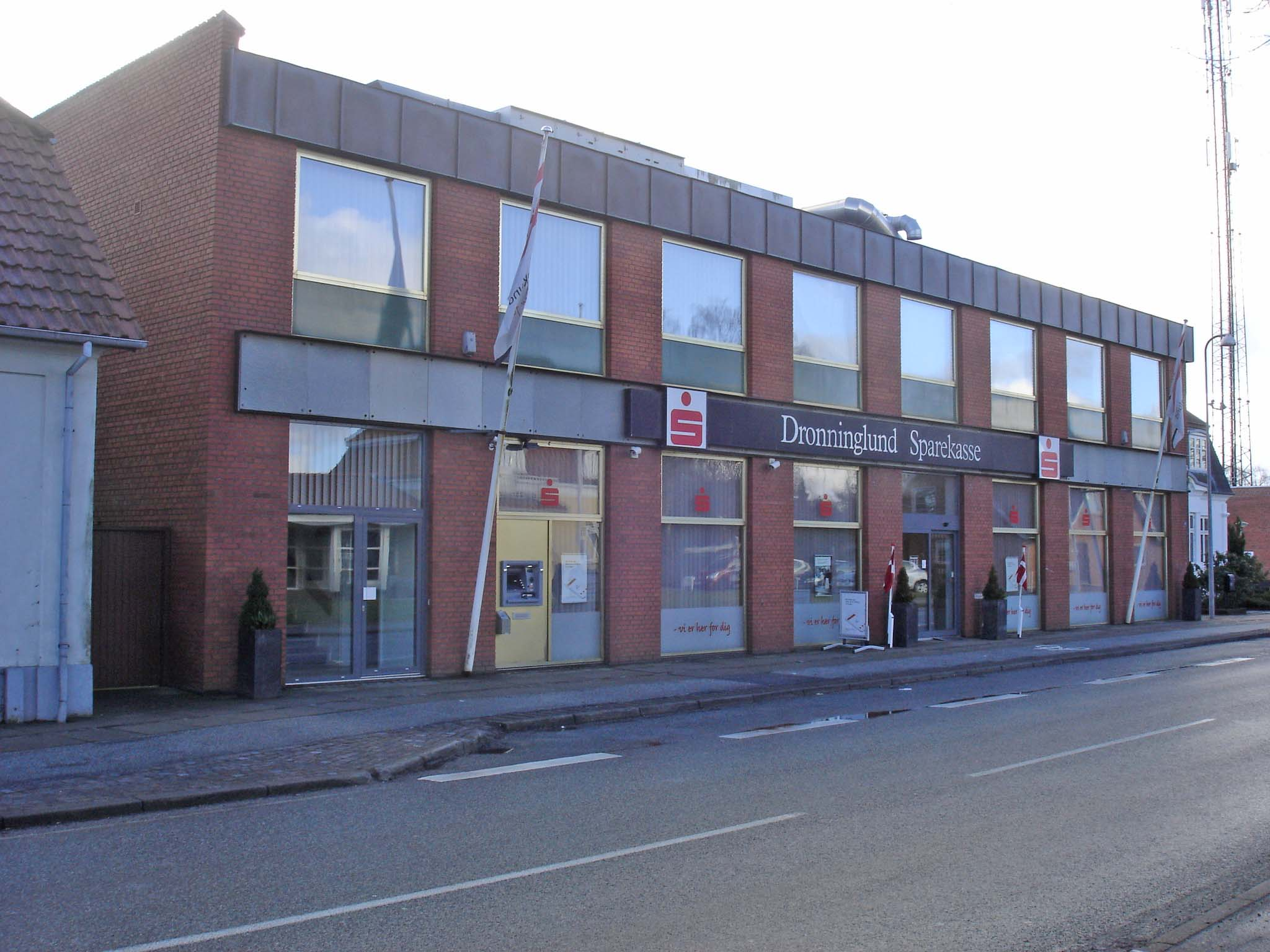
Dronninglund Sparekasse
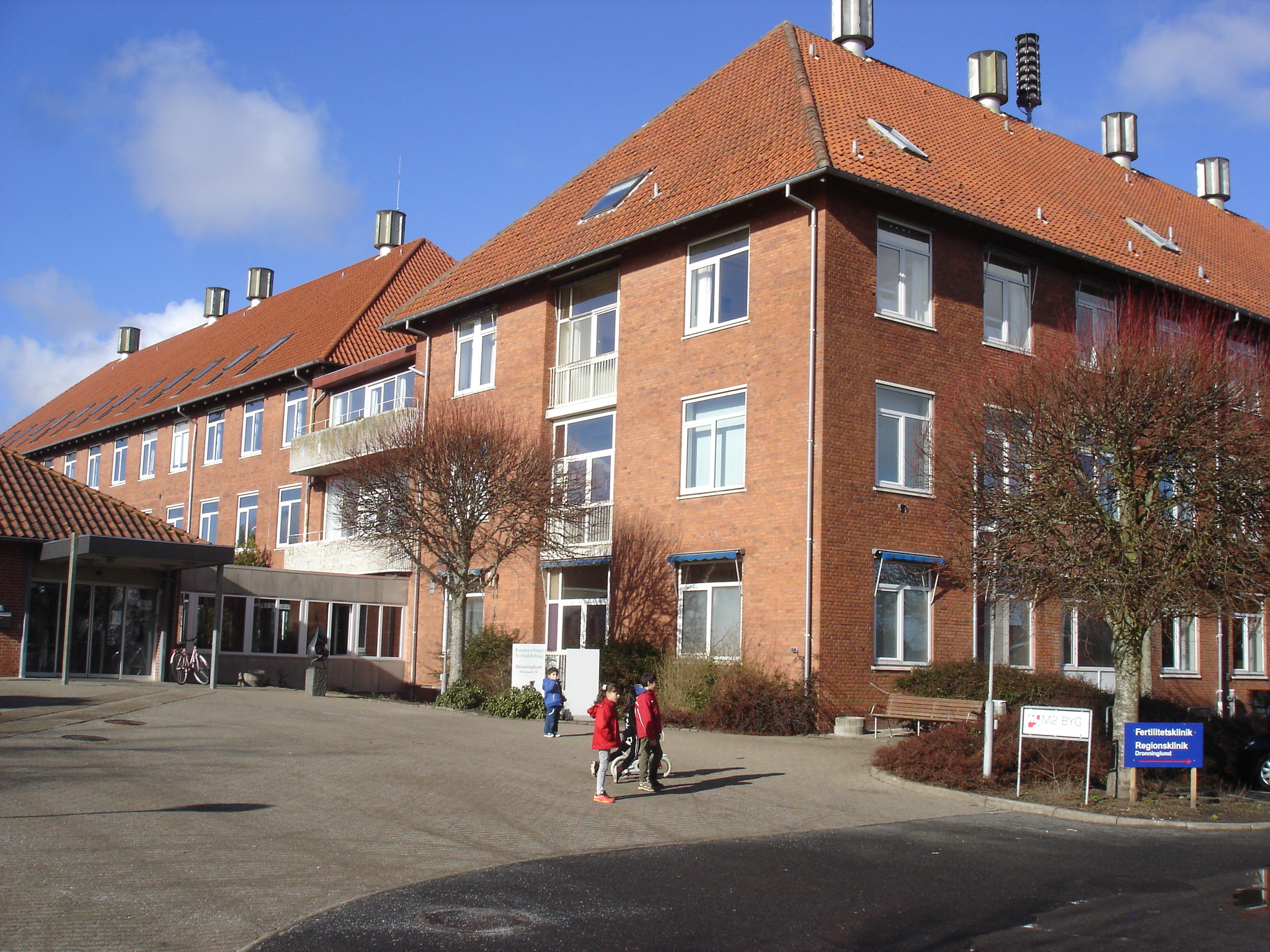
Ärztehaus
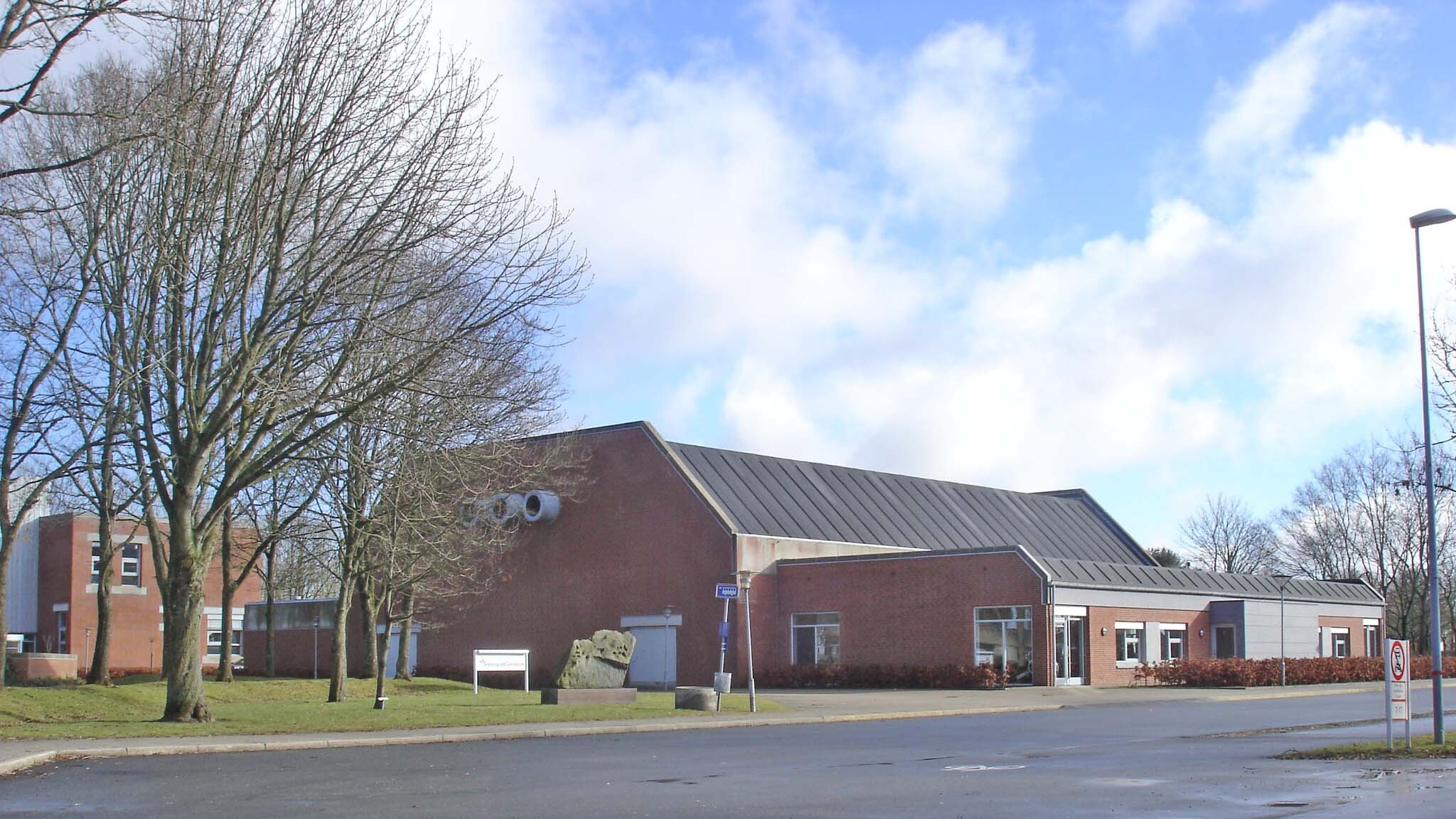
Dronninglund Gymnasium
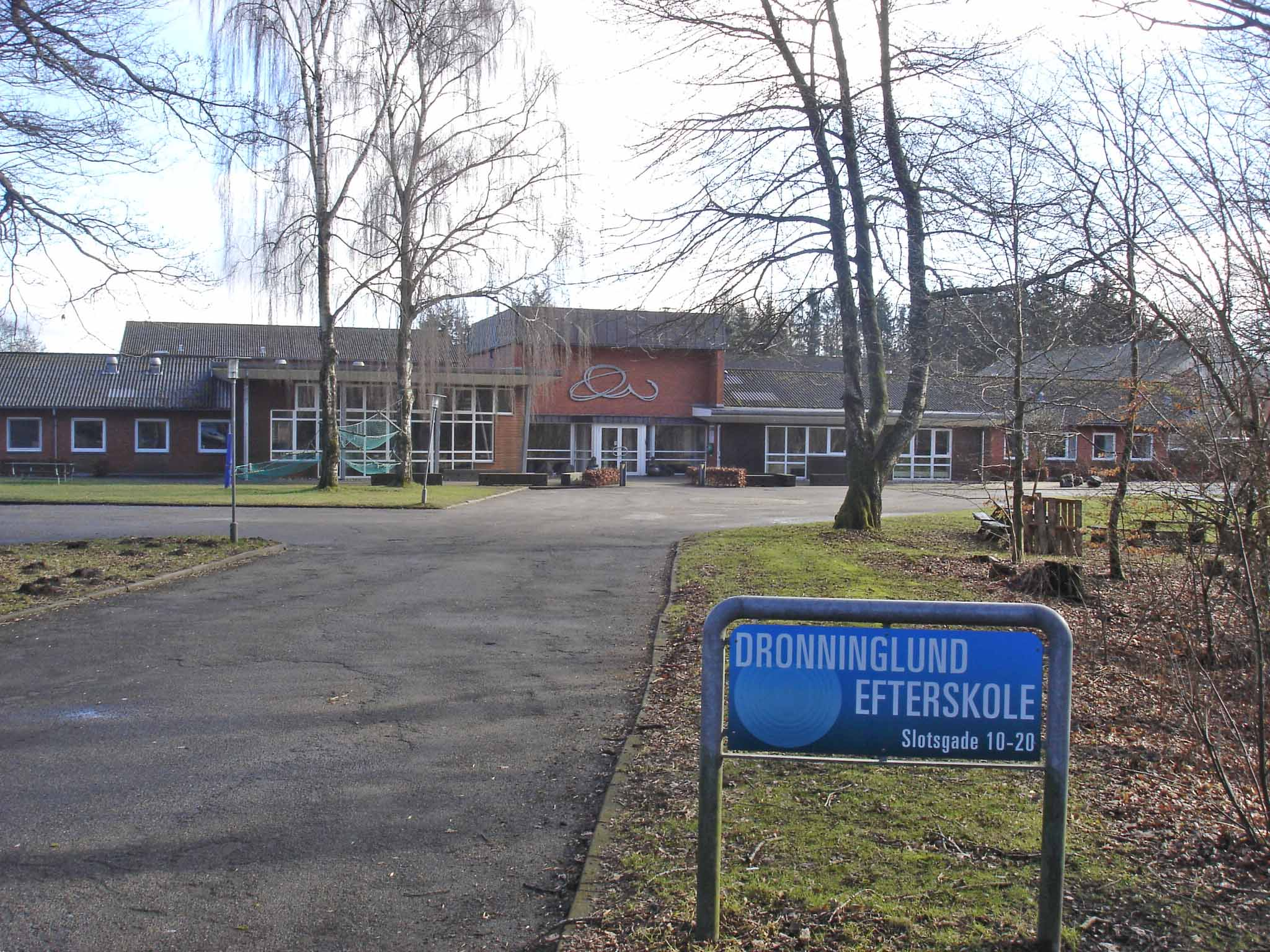
Dronninglund Efterskole
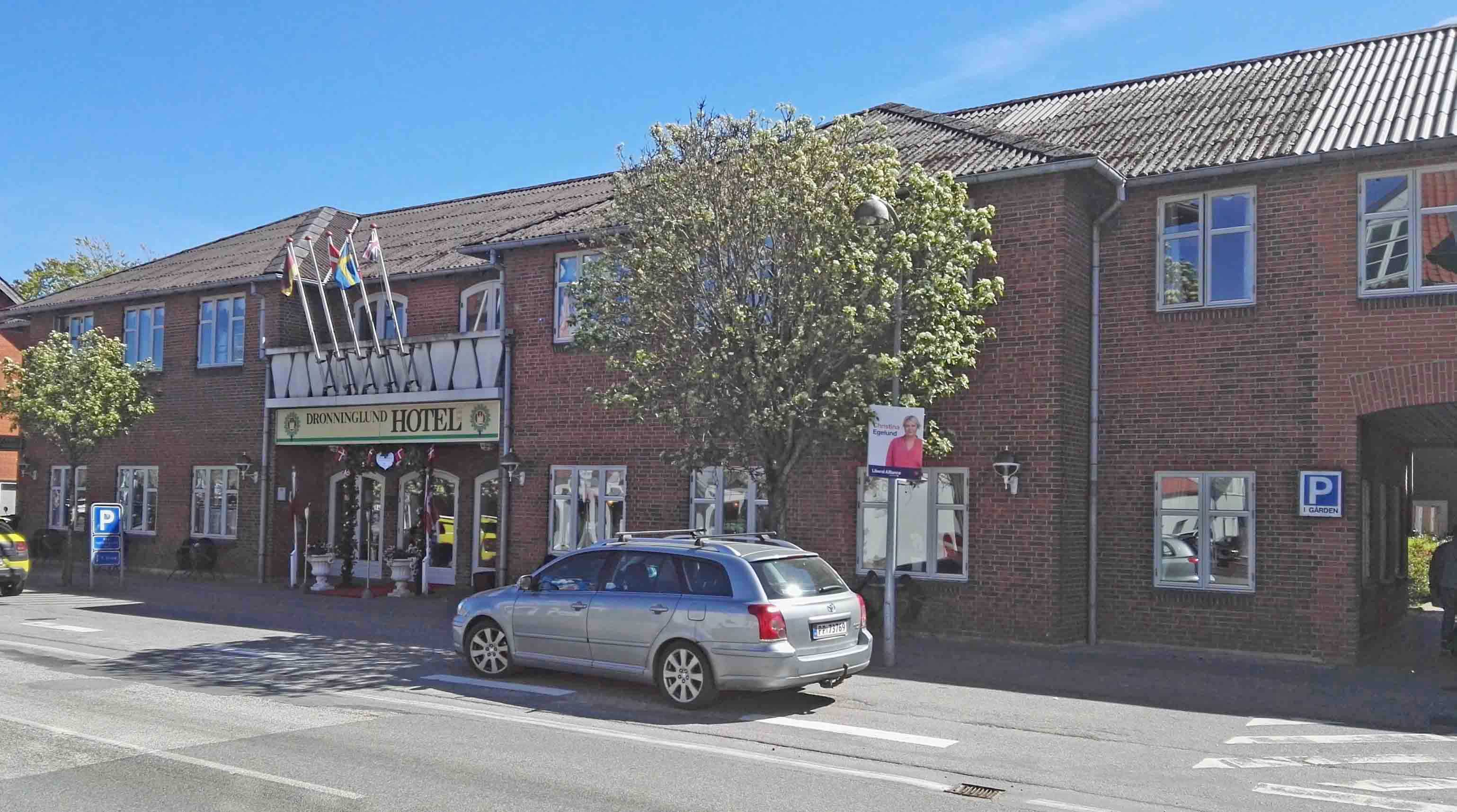
Dronninglund Hotel